# Moe
Moe (jap. 萌え) – japońskie slangowe określenie reakcji emocjonalnej – uczucia upodobania, sympatii lub miłości – wzbudzanej przez postacie fikcyjne.

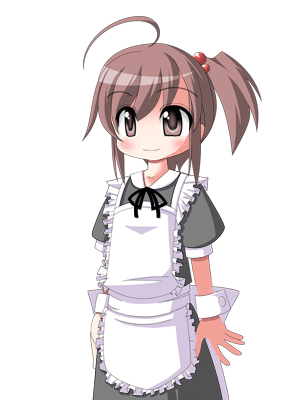
Projekt postaci mającej wzbudzać moe zawiera czynniki afektywne, np. odstający kosmyk włosów (ahoge)

Postacie będące źródłem tej reakcji, zwane „postaciami moe” (jap. 萌えキャラ moe kyara), pochodzą najczęściej z mang i anime, a także gier i powieści zawierających ilustracje w tym stylu. W ich projektach determinującą rolę odgrywa obecność czynników afektywnych, „czynników moe” (jap. 萌え要素 moe yōso), rozpoznawalnych w kulturze otaku – są to zarówno atrybuty wizualne, np. kocie uszy, strój pokojówki i zielone włosy, jak i inne cechy, takie jak osobowość, sposób mówienia, zawód czy sytuacja, w jakiej postać się znajduje.
Reakcję emocjonalną wzbudzają nie tylko postacie z mang/anime, ale także ich przedstawienia w przedmiotach fizycznych, takich jak figurki, lalki lub poduszki z ich wizerunkami. Uczucie moe może wywołać także człowiek, gdy jest on postrzegany jako postać fikcyjna – np. podczas pozowania i cosplayu. Jako postacie moe personifikowane są m.in. rośliny, zwierzęta, przedmioty nieożywione, maszyny, budynki i kraje.
Uczucie moe oraz wiążący się z nim aspekt wchodzenia w relacje i interakcje z postaciami fikcyjnymi są przedmiotem szerokiej dyskusji w Japonii prowadzonej m.in. wśród fanów, marketingowców, artystów, naukowców, krytyków kultury i aktywistów . Temat jest omawiany w kontekstach filozoficznych, estetycznych i literackich, a także ekonomicznych, społecznych i politycznych .

## Etymologia
Moe to rzeczownikowa forma czasownika moeru (jap. 萌える, „kiełkować, pączkować”). Pochodzenie współczesnego, slangowego znaczenia tego terminu nie jest dokładnie znane. Słowo to od VIII wieku było używane w japońskiej poezji w kontekście młodzieńczego wigoru. Jest to również imię, które w mangach i anime noszą głównie młode dziewczyny. Nowego znaczenia termin ten zaczął nabierać na początku lat 90. XX wieku w internetowych dyskusjach prowadzonych przez fanów takich postaci jak Moe Takatsu z mangi Taiyō ni sumasshu! (1993) czy Moe z anime Kyōryū wakusei (1993–1994). W języku japońskim istnieje homofoniczny, zapisywany innym znakiem kanji, czasownik moeru (jap. 燃える, „płonąć”). Według jednej z teorii fani, którzy chcieli napisać, że „płoną [pasją do] Moe”, podczas konwersji z zapisu fonetycznego wybierali formę z niewłaściwym znakiem kanji (萌え zamiast 燃え). Ta gra słów rozpowszechniła się i utrwaliła w slangu otaku i już w następnym dziesięcioleciu termin moe był powszechnie używany przez fanów postaci z mang/anime w Japonii i na świecie.